# Jugend musiziert

Logo von „Jugend musiziert“

Jugend musiziert ist ein seit 1964 in Deutschland und seit 1969 in Österreich ausgetragener Musikwettbewerb für Kinder und Jugendliche. Knapp eine Million Kinder und Jugendliche haben bisher (Stand: 2020) am Wettbewerb teilgenommen.

## Deutschland

### Ablauf
Die Teilnehmenden des Wettbewerbs werden in Altersgruppen gegliedert, die sich nach dem Geburtsjahr bzw. dem Alter am 31. Dezember des betreffenden Jahres richten. In Deutschland bezieht der bundesweit durchgeführte Wettbewerb Kinder und Jugendliche bis zum 21. Lebensjahr, für Gesang und Orgel bis zum 27. Lebensjahr, ein. Er dient der musikalischen Standortbestimmung, dem Vergleich mit anderen und der Förderung. Die Teilnehmer dürfen noch nicht in einer musikalischen Berufsausbildung (Vollstudium) oder Berufspraxis stehen. Die Teilnehmer spielen Musikstücke aus unterschiedlichen Epochen einer Jury vor. Die Länge des Vortrags richtet sich nach der Altersgruppe und den Anforderungen in den einzelnen Kategorien und reicht von 6 bis 20 Minuten.
Der Wettbewerb gliedert sich in drei Phasen: Zunächst wird er auf Regionalebene ausgetragen, in etwa 140 Regionen Deutschlands und an etwa 30 Deutschen Schulen im europäischen Ausland. Die Träger eines „1. Preises auf Regionalebene“, die 23 Punkte oder mehr erreicht haben, werden ab Altersgruppe II und einer bestimmten Punktzahl zum jeweiligen Landeswettbewerb „weitergeleitet“ (jeweils eine Deutsche Schule in Nord-, West- und Südeuropa führt ebenfalls einen eigenen Landeswettbewerb durch) und die Träger eines „1. Preises auf Landesebene“, die 25 Punkte in einer Solokategorie oder 25 oder 24 Punkte in einer Ensemblekategorie erreichten, sind ab Altersgruppe III für den Bundeswettbewerb qualifiziert und werden zum Bundeswettbewerb eingeladen. Die Solo- und Ensemble-Kategorien wechseln in einem dreijährlichen Turnus.

### Geschichte
Der 1964 erstmals durchgeführte bundesweite Wettbewerb steht unter der Trägerschaft des Deutschen Musikrats. Durchführende Verbände sind: Bundesverband Musikunterricht, Bundesvereinigung Deutscher Orchesterverbände, Deutscher Tonkünstlerverband (DTKV), Jeunesses Musicales Deutschland (JMD), Verband deutscher Musikschulen (VdM). Gefördert wird Jugend musiziert vom Bundesministerium für Bildung, Familie, Senioren, Frauen und Jugend, den kommunalen Spitzenverbänden, den Kommunen sowie als Hauptsponsor von der Sparkassen-Finanzgruppe.
Im Jahre 2019 hatte „Jugend musiziert“ bundesweit mehr als 15.000 Teilnehmer. Rund 7400 von ihnen wurden zu den Landeswettbewerben weitergeleitet, am 56. Bundeswettbewerb in Halle (Saale) nahmen knapp 2900 erste Landespreisträger teil.
Die „klassischen“ Orchesterinstrumente bildeten von Anbeginn das Fundament von Jugend musiziert. 1970 kam das Klavier hinzu, später Schlagzeug, Zupfinstrumente und Vokal-Kategorien. 2009 wurde die Solo-Kategorie „Bass (Pop)“ eingeführt, gefolgt von „Gitarre (Pop)“ und „Gesang (Pop)“. Jüngste Erweiterung war 2015 die Solo-Kategorie „Besondere Instrument“, mit Hackbrett und Baglamas. Sie wurde 2016 erstmals als Ensemble-Kategorie angeboten.
Während der COVID-19-Pandemie wurden 2020 alle Wettbewerbe auf Landes- und Bundesebene abgesagt. 2021 wurde der Wettbewerb in einigen Regionen abgesagt oder wurde nur mit Jury ohne Publikum oder per Video ausgetragen, der gesamte Bundeswettbewerb fand als Video-Wettbewerb online statt.
2025 führte der Bundeswettbewerb von Jugend musiziert eine Kontingentierung pro Bundesland ein, sodass möglicherweise nicht alle Musiker, die in den Landeswettbewerben eine Weiterleitung erhalten, auch am Bundeswettbewerb teilnehmen dürfen. Dies stieß auf scharfe Kritik der Landesverbände. 2026 werden Musiker, die auf Landesebene ab Altersgruppe III einen „1. Preis auf Landesebene“ mit 25 Punkte in einer Solokategorie und 24 oder 25 Punkte in einer Ensemblekategorien erhalten haben, zum Bundeswettbewerb eingeladen.
| AG (Altersgruppe) | Alter der Teilnehmenden | Teilnahme                            | Kategorien    |
| ----------------- | ----------------------- | ------------------------------------ | ------------- |
| Ia                | 8 Jahre und jünger      | nur am Regionalwettbewerb zugelassen | alle          |
| Ib                | 9–10 Jahre              | nur am Regionalwettbewerb zugelassen | alle          |
| II                | 11–12 Jahre             | bis Landesebene                      | alle          |
| III               | 13–14 Jahre             | bis Bundeswettbewerb                 | alle          |
| IV                | 15–16 Jahre             | bis Bundeswettbewerb                 | alle          |
| V                 | 17–18 Jahre             | bis Bundeswettbewerb                 | alle          |
| VI                | 19–21 Jahre             | bis Bundeswettbewerb                 | alle          |
| VII               | 22–27 Jahre             | bis Bundeswettbewerb                 | Orgel, Gesang |

Bei Ensemble- und Duowertungen wird der Durchschnittsjahrgang berechnet und dann in der entsprechenden Kategorie angetreten.

## Preisverteilung
|                    | Erster Preis | Zweiter Preis | Dritter Preis | mit sehr gutem Erfolg teilgenommen | mit gutem Erfolg teilgenommen | mit Erfolg teilgenommen | teilgenommen  | Weiterleitung oder Nominierung ab Gewinn des ersten Preises                                                    |
| ------------------ | ------------ | ------------- | ------------- | ---------------------------------- | ----------------------------- | ----------------------- | ------------- | --- |
| Regionalwettbewerb | 25–21 Punkte | 20–17 Punkte  | 16–13 Punkte  |                                    | 9–12 Punkte                   | 5–8 Punkte              | bis 4 Punkte  | Weiterleitung ab Altersgruppe II und 23 Punkten                                                                |
| Landeswettbewerb   | 25–23 Punkte | 22–20 Punkte  | 19–17 Punkte  |                                    | 16–14 Punkte                  | 13–11 Punkte            | bis 10 Punkte | Qualifizierung ab Altersgruppe III mit 24 und 25 Punkten (Ensemblekategorien) bzw. 25 Punkten (Solokategorien) |
| Bundeswettbewerb   | 25–24 Punkte | 23–22 Punkte  | 21–20 Punkte  | 19–17 Punkte                       | 16–14 Punkte                  | 13–11 Punkte            | bis 10 Punkte | |

## Liste der Bundeswettbewerbe

### 20. Jahrhundert
| Jahr | Nr. | Austragungsort(e)           | Teilnehmeranzahl |
| ---- | --- | --------------------------- | ---------------- |
| 1964 | 1.  | Berlin                      | 179              |
| 1965 | 2.  | Remscheid                   | 282              |
| 1966 | 3.  | Bremen                      | 261              |
| 1967 | 4.  | Saarbrücken                 | 401              |
| 1968 | 5.  | Erlangen, Nürnberg          | 268              |
| 1969 | 6.  | Heidelberg                  | 480              |
| 1970 | 7.  | Erlangen, Nürnberg          | 314              |
| 1971 | 8.  | Bielefeld                   | 607              |
| 1972 | 9.  | Erlangen, Nürnberg          | 414              |
| 1973 | 10. | Trossingen                  | 463              |
| 1974 | 11. | Erlangen, Nürnberg          | 437              |
| 1975 | 12. | Hannover                    | 477              |
| 1976 | 13. | Erlangen, Nürnberg          | 472              |
| 1977 | 14. | Mainz                       | 456              |
| 1978 | 15. | Erlangen, Nürnberg          | 327              |
| 1979 | 16. | Berlin                      | 381              |
| 1980 | 17. | Erlangen, Nürnberg          | 535              |
| 1981 | 18. | Hamburg                     | 645              |
| 1982 | 19. | Erlangen, Nürnberg          | 480              |
| 1983 | 20. | Düsseldorf                  | 506              |
| 1984 | 21. | Erlangen, Nürnberg          | 504              |
| 1985 | 22. | Mainz                       | 485              |
| 1986 | 23. | Erlangen, Nürnberg          | 564              |
| 1987 | 24. | Saarbrücken                 | 665              |
| 1988 | 25. | Erlangen, Nürnberg          | 597              |
| 1989 | 26. | Münster                     | 715              |
| 1990 | 27. | Erlangen, Nürnberg          | 672              |
| 1991 | 28. | Kiel                        | 840              |
| 1992 | 29. | Erlangen, Fürth, Nürnberg   | 1106             |
| 1993 | 30. | Darmstadt, Cottbus (Gesang) | 922              |
| 1994 | 31. | Osnabrück, Leipzig          | 1127             |
| 1995 | 32. | Erlangen, Fürth, Nürnberg   | 1152             |
| 1996 | 33. | Mannheim, Ludwigshafen      | 877              |
| 1997 | 34. | Leipzig                     | 1066             |
| 1998 | 35. | Erlangen, Fürth, Nürnberg   | 1158             |
| 1999 | 36. | Köln                        | 1254             |
| 2000 | 37. | Berlin                      | 1356             |

### 21. Jahrhundert
| Jahr | Nr. | Austragungsort(e)                  | Teilnehmeranzahl  |
| ---- | --- | ---------------------------------- | ----------------- |
| 2001 | 38. | Hamburg                            | 1594              |
| 2002 | 39. | Erlangen, Fürth, Nürnberg          | 1625              |
| 2003 | 40. | Erfurt, Jena, Weimar               | 1746              |
| 2004 | 41. | Villingen-Schwenningen, Trossingen | 1907              |
| 2005 | 42. | Erlangen, Fürth, Nürnberg          | 1996              |
| 2006 | 43. | Freiburg                           | 2001              |
| 2007 | 44. | Erlangen, Fürth, Nürnberg          | 2053              |
| 2008 | 45. | Saarbrücken                        | 2080              |
| 2009 | 46. | Essen                              | 2312              |
| 2010 | 47. | Lübeck                             | 2365              |
| 2011 | 48. | Neubrandenburg, Neustrelitz        | 2294              |
| 2012 | 49. | Stuttgart                          | 2251              |
| 2013 | 50. | Erlangen, Fürth, Nürnberg          | 2380              |
| 2014 | 51. | Braunschweig und Wolfenbüttel      | 2493              |
| 2015 | 52. | Hamburg                            | 2514              |
| 2016 | 53. | Kassel                             | 2460              |
| 2017 | 54. | Paderborn                          | 2732              |
| 2018 | 55. | Lübeck                             | 2626              |
| 2019 | 56. | Halle (Saale)                      | 2870              |
| 2020 | 57. | Freiburg                           | ausgefallen       |
| 2021 | 58. | Bremen                             | 2250              |
| 2022 | 59. | Oldenburg                          | 2300              |
| 2023 | 60. | Zwickau und Umgebung               | mehr als 2200     |
| 2024 | 61. | Lübeck                             | mehr als 2700     |
| 2025 | 62. | Wuppertal                          | mehr als 1800     |
| 2026 | 63. | München und Regensburg             | findet noch statt |
| 2027 | 64. | Bonn                               | findet noch statt |
| 2028 | 65. | Freiburg                           | findet noch statt |

## Österreich
Der österreichische Wettbewerb wurde 1969 von F. Knoppek in Leoben begründet als Instrumental- und Gesangswettbewerb für Jugendliche aus Österreich und Südtirol im Alter von 10–21 Jahren (für Spieler von Blechblasinstrumenten, Kontrabass und Fagott bis 23, für Sänger von 16–26 Jahren). Er findet im Zweijahresrhythmus statt – seit 1975 mit Vorauswahl in sog. „Landeswettbewerben“ in den Landeshauptstädten und dem „Bundeswettbewerb“ in Leoben. Teilnehmer werden aus allen österreichischen Bundesländern delegiert. In der Tiroler Delegation sind auch Teilnehmer aus Südtirol.
Im österreichischen Wettbewerb stiegen die Zahlen der Teilnehmer von 235 im Jahre 1969 auf über 2000 ab 1989 an. Die Vertreter der Bundesländer erarbeiteten Reformvorschläge (jährliche Durchführung, Teilung in einen mehr Förderungs-orientierten Basiswettbewerb und einen am professionellen Ausbildungsstandard orientierten Spitzenbewerb, Aufnahme fehlender Instrumente und Besetzungen, Einführung eines verbindlichen „Pflichtstückes“ aus dem 20. Jh. u. a.). 1993 fand der Wettbewerb letztmals bundesweit unter altem Namen statt. Als Alternative begründeten die Länder und die mit den Aspekten Jugend, Schule und Hochschule sowie Musikförderung befassten Bundesministerien die Organisation Musik der Jugend, die den Wettbewerb Prima la musica durchführt.
In Leoben selbst veranstaltete der Trägerverein unter dem von ihm geschützten Namen „Jugend musiziert“ in den Folgejahren noch weiterhin kleinere Wettbewerbe, allerdings auf einzelne Wertungskategorien beschränkt und in unregelmäßigen Abständen.